# روجر فليتشير
روجر فليتشير (بالإنجليزية: Roger Fletcher)‏ هو رياضياتي بريطاني، ولد في 29 يناير 1939، وتوفي في 15 يوليو 2016.